# David Leitch
David Leitch (Kohler, Wisconsin, 1975. február 7. –) amerikai filmrendező, producer, színész, író, kaszkadőr.  

## Élete és pályafutása
Leitch ötször volt Brad Pitt, kétszer pedig Jean-Claude Van Damme kaszkadőrdublőre.
Rendezői debütálása a John Wick című 2014-es akciófilm volt Chad Stahelski mellett, bár Leitch neve nincs feltüntetve a stáblistán. Következő munkája az Atomszőke (2017) című thriller volt, melyben Charlize Theron alakítja a főszerepet. Ezt követően a Deadpool 2.-t (2018), majd a Halálos iramban Spin-offját, a Halálos iramban: Hobbs & Shaw-t rendezte. 2022-ben A gyilkos járat című akcióthrillert rendezte.

## Filmográfia

### Filmrendező és producer
| Év   | Magyar cím                               | Eredeti cím                                      | Feladatkör | Feladatkör   | Feladatkör | Megjegyzések                                        |
| Év   | Magyar cím                               | Eredeti cím                                      | Rendező    | Akciórendező | Producer   | Megjegyzések                                        |
| ---- | ---------------------------------------- | ------------------------------------------------ | ---------- | ------------ | ---------- | --------------------------------------------------- |
| 2003 | Maga a pokol                             | In Hell                                          | Nem        | Igen         | Nem        |                                                     |
| 2005 |                                          | Confessions of an Action Star                    | Nem        | Nem          | Nem        | forgatókönyvíró                                     |
| 2008 | Éjféli etetés                            | The Midnight Meat Train                          | Nem        | Igen         | Nem        |                                                     |
| 2009 | Nindzsagyilkos                           | 'Ninja Assassin                                  | Nem        | Igen         | Nem        |                                                     |
| 2010 | Az ősök kardja                           | The King of Fighters                             | Nem        | Igen         | Nem        |                                                     |
| 2011 | A mestergyilkos                          | The Mechanic                                     | Nem        | Igen         | Nem        |                                                     |
| 2011 | Lopott idő                               | In Time                                          | Nem        | Igen         | Nem        |                                                     |
| 2011 | Conan, a barbár                          | Conan the Barbarian                              | Nem        | Igen         | Nem        |                                                     |
| 2013 | Szupercella                              | Escape Plan                                      | Nem        | Igen         | Nem        |                                                     |
| 2013 | Farkas                                   | The Wolverine                                    | Nem        | Igen         | Nem        |                                                     |
| 2013 | Parker                                   | Parker                                           | Nem        | Igen         | Nem        |                                                     |
| 2013 | Ron Burgundy: A legenda folytatódik      | Anchorman 2: The Legend Continues                | Nem        | Igen         | Nem        |                                                     |
| 2013 | Boszorkányvadászok                       | Hansel & Gretel: Witch Hunters                   | Nem        | Igen         | Nem        |                                                     |
| 2014 | Tini Nindzsa Teknőcök                    | Teenage Mutant Ninja Turtles                     | Nem        | Igen         | Nem        |                                                     |
| 2014 | John Wick                                | John Wick                                        | Igen       | Nem          | Igen       | társrendező: Chad Stahelski stáblistán nem szerepel |
| 2015 | Jurassic World                           | Jurassic World                                   | Nem        | Igen         | Nem        |                                                     |
| 2015 | Hitman: A 47-es ügynök                   | Hitman: Agent 47                                 | Nem        | Igen         | Nem        |                                                     |
| 2016 | Tini Nindzsa Teknőcök: Elő az árnyékból! | Teenage Mutant Ninja Turtles: Out of the Shadows | Nem        | Igen         | Nem        |                                                     |
| 2016 | Amerika Kapitány: Polgárháború           | Captain America: Civil War                       | Nem        | Igen         | Nem        |                                                     |
| 2017 |                                          | Deadpool: No Good Deed                           | Igen       | Nem          | Nem        | rövidfilm                                           |
| 2017 | Atomszőke                                | Atomic Blonde                                    | Igen       | Nem          | Nem        |                                                     |
| 2017 | John Wick: 2. felvonás                   | John Wick: Chapter 2                             | Nem        | Nem          | Vezető     |                                                     |
| 2018 | Deadpool 2.                              | Deadpool 2                                       | Igen       | Nem          | Nem        |                                                     |
| 2019 | Halálos iramban: Hobbs & Shaw            | Hobbs & Shaw                                     | Igen       | Nem          | Nem        |                                                     |
| 2021 | Senki                                    | Nobody                                           | Nem        | Nem          | Igen       |                                                     |
| 2022 | A gyilkos járat                          | Bullet Train                                     | Igen       | Nem          | Igen       |                                                     |
| 2022 | Vérapó                                   | Violent Night                                    | Nem        | Nem          | Igen       |                                                     |
| 2024 | A kaszkadőr                              | The Fall Guy                                     | Igen       | Nem          | Igen       |                                                     |
| 2025 | A szerelem fáj                           | Love Hurts                                       | Nem        | Nem          | Igen       |                                                     |

### Színész
| Év   | Magyar cím                    | Eredeti cím                   | Szerep                                           | Magyar hang   |
| ---- | ----------------------------- | ----------------------------- | ------------------------------------------------ | ------------- |
| 2001 | A rend őrzője                 | The Order                     | Mike Moran nyomozó                               | Betz István   |
| 2002 |                               | Nine Lives                    | Paul                                             |               |
| 2003 | Maga a pokol                  | In Hell                       | Paul                                             |               |
| 2005 | V mint vérbosszú              | V for Vendetta                | V az élelmiszerboltban                           |               |
| 2005 |                               | Confessions of an Action Star | Frank Sledge                                     |               |
| 2005 | Hazárd megye lordjai          | The Dukes of Hazzard          | verekedő                                         |               |
| 2007 |                               | Fetch (rövidfilm)             | John "Fetch" Fetcher                             |               |
| 2009 | Nindzsagyilkos                | Ninja Assassin                | Europol őr                                       |               |
| 2010 | Az ősök kardja                | The King of Fighters          | Terry Bogard                                     | Juhász György |
| 2011 | A mestergyilkos               | The Mechanic                  | Sebastian                                        | Renácz Zoltán |
| 2012 | A Bourne-hagyaték             | The Bourne Legacy             | a sofőr                                          | Stern Dániel  |
| 2013 | Szupercella                   | Escape Plan                   | hajóskapitány                                    |               |
| 2018 | Deadpool 2.                   | Deadpool 2                    | Cain Marko / Buldózer és mutáns (motion capture) |               |
| 2019 | Halálos iramban: Hobbs & Shaw | Hobbs & Shaw                  | helikopterpilóta                                 |               |
| 2022 | A gyilkos járat               | Bullet Train                  | Jeff Zufelt                                      |               |

### Kaszkadőrként
- Tökéletes áldozat (1997)
- Spermafióka (1997)
- Hajszál híján hősök (1998)
- Basebolondok (1998)
- Penge (1998)
- Rendőrbosszú (1999)
- Harcosok klubja (1999)
- The Right Hook (2000)
- Gagyi mami (2000)
- Yup Yup Man (2000)
- Bad Seed (2000)
- Férfibecsület (2000)
- A félelmek iskolája 4. – A vér kötelez (2001)
- Corky Romano, a kezes farkas (2001)
- A szajré (2001)
- A mexikói (2001)
- Replikáns (2001)
- Ocean’s Eleven – Tripla vagy semmi (2001)
- Kémjátszma (2001)
- Érzéki csalódás (2001)
- A Mars szelleme (2001)
- A rend őrzője (2001)
- Pereld a nőt! (2002)
- Daredevil – A fenegyerek (2003)
- Maga a pokol (2003)
- Vágta (2003)
- S.W.A.T. – Különleges kommandó (2003)
- Mátrix – Forradalmak (2003)
- Túl közeli rokon (2003)
- Trója (2004)
- Az ellenség karmaiban (2004)
- Van Helsing (2004)
- Constantine, a démonvadász (2005)
- XXX 2 – A következő fokozat (2005)
- Mr. és Mrs. Smith (2005)
- Hazárd megye lordjai (2005)
- Serenity (2005)
- V mint vérbosszú (2005)
- Underworld: Evolúció (2006)
- Ismeretlen hívás (2006)
- Sörcsata (2006)
- 300 (2006)
- Next – A holnap a múlté (2007)
- A Bourne-ultimátum (2007)
- Invázió (2007)
- Szerva itt, pofon ott (2007)
- The Gene Generation (2007)
- Mama kicsi fia (2007)
- Hipervándor (2008)
- Speed Racer – Totál turbó (2008)
- Éjféli etetés (2008)
- Veszélyes Bangkok (2008)
- Angyalok és démonok (2009)
- X-Men kezdetek: Farkas (2009)
- Másnaposok (2009)
- Tron: Örökség (2010)
- A mestergyilkos (2011)
- Conan, a barbár (2011)
- Lopott idő (2011)
- Movie 43: Botrányfilm: "Boldog szülinapot!" szegmens (2013)
- Jupiter felemelkedése (2015)